# Zrównoważony transport
Transport zrównoważony – ujęcie transportu w perspektywie długoterminowej stabilności ekologicznej i ekonomicznej, zgodnie z nurtem szans na przetrwanie (sustainability). Wiąże się z promocją transportu efektywnego, spełniającego oczekiwania społeczeństwa i wydajnego ekonomicznie, a jednocześnie minimalizującego nie najlepszy lub wręcz szkodliwy wpływ środków transportu na zdrowie publiczne, środowisko przyrodnicze, gospodarkę i urbanistykę. Skupia się zarówno na kontroli emisji szkodliwych związków występujących w spalinach, jak również (w dłuższej perspektywie czasowej) na przejściu ze środków transportu opartych na spalaniu paliw kopalnych do pojazdów wykorzystujących energię odnawialną. Transport zrównoważony zakłada także zmniejszenie skali i skutków zdominowania przestrzeni (szczególnie miejskiej) przez indywidualny transport samochodowy – czego konsekwencją jest m.in. eksurbanizacja, wielkie parkingi oraz samochody zajmujące chodniki i inną przestrzeń dla pieszych.

## Kierunki rozwoju zrównoważonego transportu

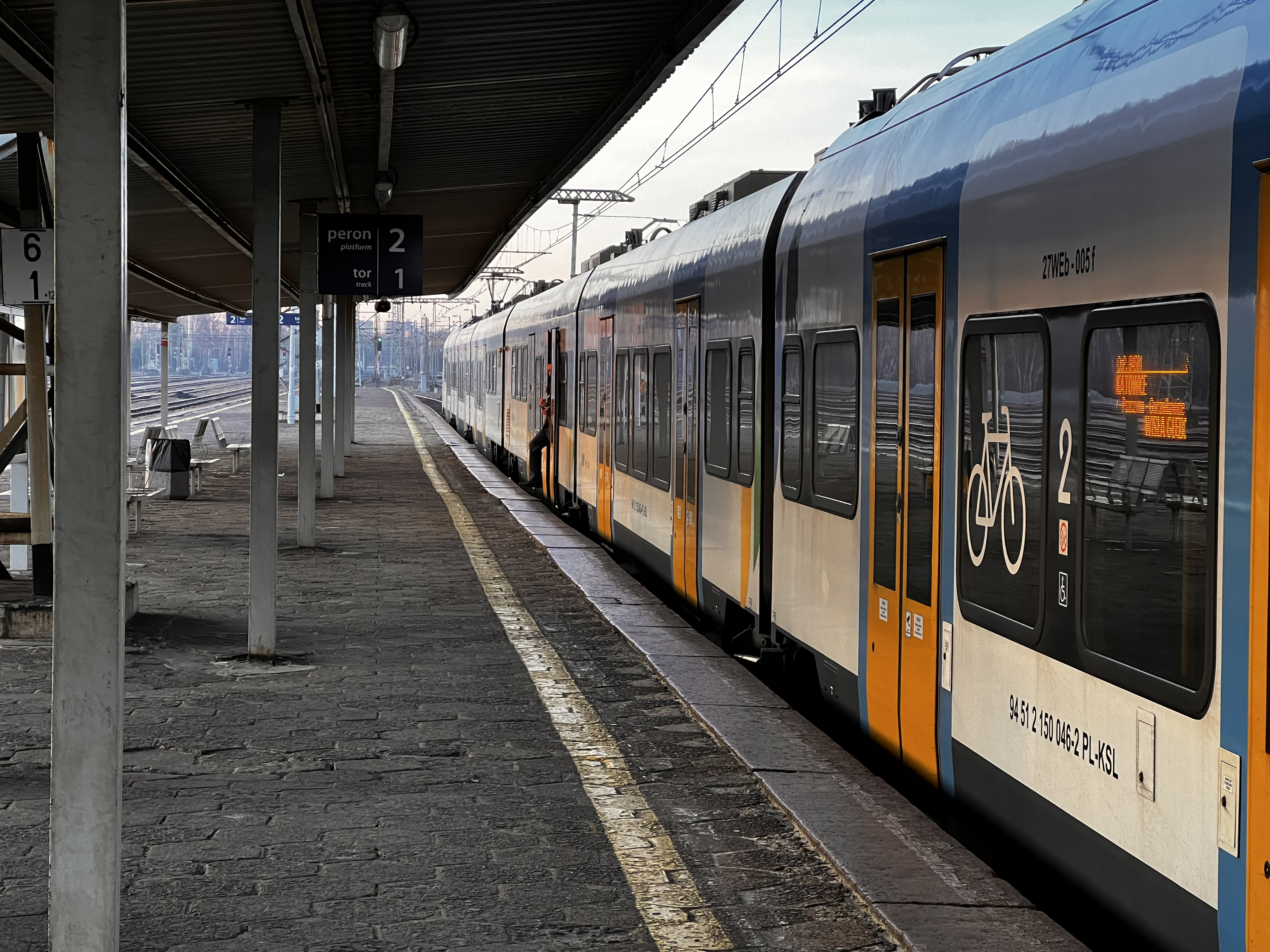
Przewóz rowerów w pociągach Kolei Śląskich

Proponowane kierunki rozwoju zrównoważonego transportu to przede wszystkim: promocja i rozbudowa transportu publicznego i komunikacji rowerowej, promowanie pieszych podróży i grupowych dojazdów, budowa systemów Parkuj i Jedź, oraz edukacja mieszkańców w zakresie zanieczyszczeń i transportu drogowego. Wszystkie te działania mają na celu ograniczanie popytu na nieefektywny samochodowy transport indywidualny. Zmniejszą one również zjawisko korków drogowych znacznie bardziej efektywnie niż budowa nowych dróg, zgodnie m.in. z paradoksem Braessa i paradoksem Downsa-Thomsona.
Europejska Federacja Cyklistów (ECF), powołując się na badania lokalne, podaje, że jazda na rowerze przyczynia się do tworzenia zrównoważonych łańcuchów mobilności – holenderskie badania pokazują, że 44% osób dojeżdżających do pracy pociągiem w Holandii korzysta z roweru, aby dotrzeć do stacji kolejowej z domu.

## Definicja OECD
Jedną z definicji zrównoważonego transportu sformułowano w OECD w 1996 r. W 1994 roku rozpoczęto projekt Environmentally Sustainable Transport (EST) promujący i wspierający badania oraz działania w tym obszarze. Częścią projektu była wspólna praca przedstawicieli wszystkich państw OECD nad opracowaniem jednoznacznej i szeroko akceptowanej definicji i koncepcji zrównoważonego transportu. Definicja zrównoważonego transportu opracowana na konferencji w Vancouver w roku 1996:

Zrównoważony transport to taki, który nie zagraża zdrowiu publicznemu i zaspokaja potrzeby transportowe zgodnie z zasadami
(1) wykorzystywania zasobów odnawialnych poniżej poziomu ich zdolności do regeneracji i
(2) zasobów nieodnawialnych poniżej poziomu rozwoju ich odnawialnych zamienników.

Termin „zrównoważony transport” w tej definicji nie odnosi się do procesu, ale stanu jaki należałoby osiągnąć. A w związku z użyciem w angielskiej wersji definicji terminu „transportation” podkreślono także, że chodzi nie tylko o czynność związaną z przemieszczaniem osób lub towarów, rozumianą po angielsku jako „transport”, ale o szeroki aspekt transportowania, czyli „transportation”, związany z infrastrukturą i produkcją środków transportu oraz paliw.

## Zrównoważony transport w UE
Zrównoważony system transportowy w Unii Europejskiej po raz pierwszy dokładnie określiła w 2000 roku grupa ekspertów Komisji Europejskiej w dokumencie Defining an environmentally sustainable transport system. Definicję tę przyjęto rok później praktycznie bez zmian w Rezolucji Kwietniowej Komisji Ministrów Transportu Unii Europejskiej. Według ekspertów Komisji Europejskiej zrównoważony system transportowy to taki, który:
- zapewnia dostępność celów komunikacyjnych w sposób bezpieczny, niezagrażający zdrowiu ludzi i środowisku w sposób równy dla obecnej i następnych generacji;
- pozwala funkcjonować efektywnie, oferować możliwość wyboru środka transportowego i podtrzymać gospodarkę oraz rozwój regionalny;
- ogranicza emisje i odpady w ramach możliwości zaabsorbowania ich przez Ziemię, zużywa odnawialne zasoby w ilościach możliwych do ich odtworzenia, zużywa nieodnawialne zasoby w ilościach możliwych do ich zastąpienia przez odnawialne substytuty, przy minimalizowaniu zajęcia terenu i hałasu[3].

## Zrównoważony transport w Polsce
W Polsce definicyjne rozważania dotyczące zrównoważonego transportu przedstawiła w 1999 roku Fundacja Instytut na rzecz Ekorozwoju w dokumencie Alternatywna Polityka Transportowa według Zasad Zrównoważonego Rozwoju. Zgodnie z tym dokumentem system transportowy powinien się rozwijać według zasad zrównoważonego transportu. Zasady te zostały dostosowane i zredukowane dla potrzeb tego sektora do pięciu reguł:
1. racjonalizacji (w tym zmniejszania) potrzeb podróżowania i transportu ładunków;
2. racjonalizacji (w tym zmniejszania zakresu) użytkowania samochodu osobowego i ciężarowego;
3. promowania bardziej energooszczędnych i prośrodowiskowych środków transportu;
4. popierania najlepszych dostępnych, a jednocześnie odpowiednich do polskich warunków technologii;
5. maksymalizacji wykorzystania pojazdów[4].

Te zasady wymagają, by decyzja o każdej podróży zapadła po znalezieniu odpowiedzi na następujące pytania:
1. Co można zrobić, aby podroż z A do B nie była konieczna?
2. Jeśli podróż z A do B jest konieczna, to co zrobić, aby była ona ekonomicznie efektywna i społecznie akceptowalna, a równocześnie nie powodowała nadmiernego zaangażowania zasobów naturalnych i mieściła się w wyznaczonych dla transportu limitach odprowadzanych zanieczyszczeń?[4]

Sieć infrastruktury transportowej, zasoby floty przewozowej, zapotrzebowanie energetyczne i inne elementy systemu transportowego powinny być kształtowane w sposób uwzględniający odpowiedzi na tak postawione pytania, tym samym ograniczając transportochłonność gospodarki do możliwie najniższego poziomu.